# 이영모
이영모(李永模, 1936년 ~ 2015년 2월 7일)는 대한민국의 헌법재판관 등을 지낸 법조인이다. 본관은 함안.

## 생애
이영모는 일제강점기인 1936년 경상남도 의령군에서 태어나 학비가 부족하여 의령농고를 2학년때 중퇴하고 대입 검정고시와 군청 8급 공무원을 거쳐 부산대학교를 졸업했다. 병역은 육군 일병으로 귀휴했다. 재야 법조계 등에서 두각을 나타낸 많은 인물을 배출한 1961년 제13회 고등고시 사법과에 합격하여 판사에 임용된 이후 서울지방법원 성동지원, 서울민사지방법원, 대구지방법원, 서울고등법원 등에서 부장판사를 하다가 마산지방법원, 서울형사지방법원과 서울고등법원에서 법원장을 역임했으며 중앙선거관리위원에 임명되기도 했던 서울고등법원장 재임 중에 법원장 직을 사퇴하고 1994년 10월부터 1997년 1월까지 헌법재판소 사무처장, 1997년 1월 22일부터 2001년 3월 22일까지 헌법재판관으로 재직하였다. 서울형사지방법원장에 재직할 때 약식사건 처리를 전산화하고 일을 꼼꼼하게 처리해 직원들 사이에서 시어머니라는 별명을 가졌던 헌법재판소 사무처장으로서 처음으로 헌법재판관을 지낸 이영모는 퇴임사에서 "우리의 결정문이 법 논리 면에서 아무리 정교하고 치밀해도 국민의 가슴에 와 닿지 않으면 허공을 향한 외침에 불과하다"고 말하는 것으로 헌법재판관 임기를 마치면서 공직에서 은퇴하여 2003년에 판사 출신의 송재원 변호사, 헌법재판관을 지낸 황도연과 함께 설립한 법무법인 신촌에서 변호사를 하면서 동아일보 독자위원장을 지냈다.
1992년에 공직자 재산공개를 시행하면서 신고한 재산목록에 빨간색 프라이드 승용차가 있어 화제가 된 이영모는 법원장과 헌법재판소 사무처장, 헌법재판관에 재직할 때 "국가 예산을 아낀다"며 비서관을 두지 않았으며 서울고등법원장 재직 때인 1993년 11월 3일 출범한 사법제도발전위원회 위원에 지명되었다.
1997년 1월 22일부터 2001년 3월 22일까지 헌법재판관을 지냈다. 헌법재판관 시절에는 서민과 공공복리를 우선하여 108건의 소수의견을 남기고 2001년에 정년 퇴임할 때는 자신의 법관 때 배석 판사 출신 법조계 인사 20여명이 이를 모아 <소수와의 동행, 그 소리에 귀를 열고>라는 책을 발간했다. 헌법재판관을 하면서 소수의견을 많이 남긴 이영모는 "교육권의 과도한 제한이라는 이유로 과외 금지는 위헌"이라고 판단한 헌법재판소 결정문에 "과외허용은 학생보다는 과외선생을 위한 것이기 때문 합리적인 제한은 위헌이라고 할 수 없다"는 소수의견을 주장하면서 "과외는 엄두도 내지 못하는 수많은 자녀들이 가난하다는 이유만으로 안타까움과 위축감, 허탈감과 좌절감을 갖도록 하는 이 위헌 결정이 어린 그들의 가슴에 깊은 상처를 입히게 될 것”이라고 하고 1998년 12월에는 "개발제한구역 지정제도가 헌법에 합치하지 않는다"는 다수 의견에 대해 환경권 수호차원에서 "제도의 존속이 필요하다"는 소수의견을 내면서 "오늘은 헌법이 규정하고 있는 기본권중 하나인 인간의 존엄과 가치,행복추구권의 실현에 기초가 되는 우리들의 환경권(제35조)조항이 헌법재판소의 결정으로 그 모습을 감춘 날”이라고 하는 등 감성적인 소수 의견을 내놓을 정도로 민문기 전 대법관, 권성 전 헌재 재판관, 이재홍 서울고법 수석부장판사, 김용호 전 서울고법 부장판사, 박철 사법연수원 수석교수와 함께 법원내에서 아름다운 판결문의 계보로 평가받았다. 이에 대해 이영모는 "당시 결정문 한 구절 한 구절을 역사를 기록하는 심정으로 적어 내려갔으며 무엇이 헌법정신에 충실한 것인지 밤새 고민했다”고 했다. 자신이 재판장을 맡았던 아람회 사건이 재심에서 무죄를 선고받은 것에 대해 “내가 잘했다 못했다 말할 수 있는 입장이 아니다"고 했다.
2015년 79세의 나이에 신부전증으로 사망했다.

## 주요 판결
- 서울형사지방법원에서 재직하던 1972년 12월 20일에 사상계 대표 등에 대한 반공법 위반 사건에서 "당시 오적이 사회의 부정부패를 고발하기 위한 점은 인정할 수 있으나 북한의 선전에 이용된 점도 인정할 수 있다"며  선고유예 판결했다.[13]
- 서울민사지방법원 합의11부 재판장으로 재직하던 1980년 3월 11일에 일용근로자가 상당기간 근무를 하지 않았더라도 기후 등 이유로 일거리가 없어 근무를 못한 때는 고용주는 이들에게 퇴직금을 줘야 한다고 했다.[14]
- 서울고등법원에서 재직하던 1983년 4월25일 열린 선고공판에서 1심에서 사형이 선고된 충북을 거점으로 간첩활동을 해온 송지섭, 송기준 등 송씨 일가 간첩 사건의 피고인들에 대해 모두 유죄라고 하면서도 사형이 선고된 송지섭과 송기준에게 징역 25년형, 무기징역이 선고된 송기섭은 징역15년, 15년이 선고된 한광수는 징역10년을 선고했다. 다만 송기복에 대해서 "단순한 피고인의 신변에 관련된 사항에 불과한 사실은 군사상의 기밀에 해당하지 않는다"며 군사기밀누설죄 부분에서 무죄라고 하면서 징역10년에서 징역2년으로 감경했다.[15] 또 일선 세무서가 아파트의 실제 거래가격을 제대로 알지 못할 때 중개업자가 사용하는 전산정보에 의한 아파트 가격표를 근거로 양도소득세를 부과한 것은 위법하다고 했다.[16]